# بيت سارع (بني العوام)

تعديل مصدري - تعديل

بيت سارع هي إحدى قرى عزلة ردمان بمديرية بني العوام التابعة لمحافظة حجة، بلغ تعداد سكانها 247 نسمة حسب تعداد اليمن لعام 2004.